# Ferguson (Missouri)
Ferguson is een plaats, een city, in de Amerikaanse staat Missouri.
In augustus 2014 kwam Ferguson regelmatig in het nieuws nadat er dagenlang rellen waren naar aanleiding van de dood van Michael Brown, een 18-jarige man. Die rellen laaiden weer op toen in november de betrokken politieman van rechtsvervolging werd ontheven.

## Demografie
Bij de volkstelling in 2000 werd het aantal inwoners vastgesteld op 22.406.
In 2006 is het aantal inwoners door het United States Census Bureau geschat op 21.296, een daling van 1110, van -5,0%.

## Geografie
Volgens het United States Census Bureau beslaat de plaats een oppervlakte van 16,0 km², geheel bestaande uit land.

## Plaatsen in de nabije omgeving
De onderstaande figuur toont nabijgelegen plaatsen in een straal van 4 km rond Ferguson.